# تورنیکه کیپیانی

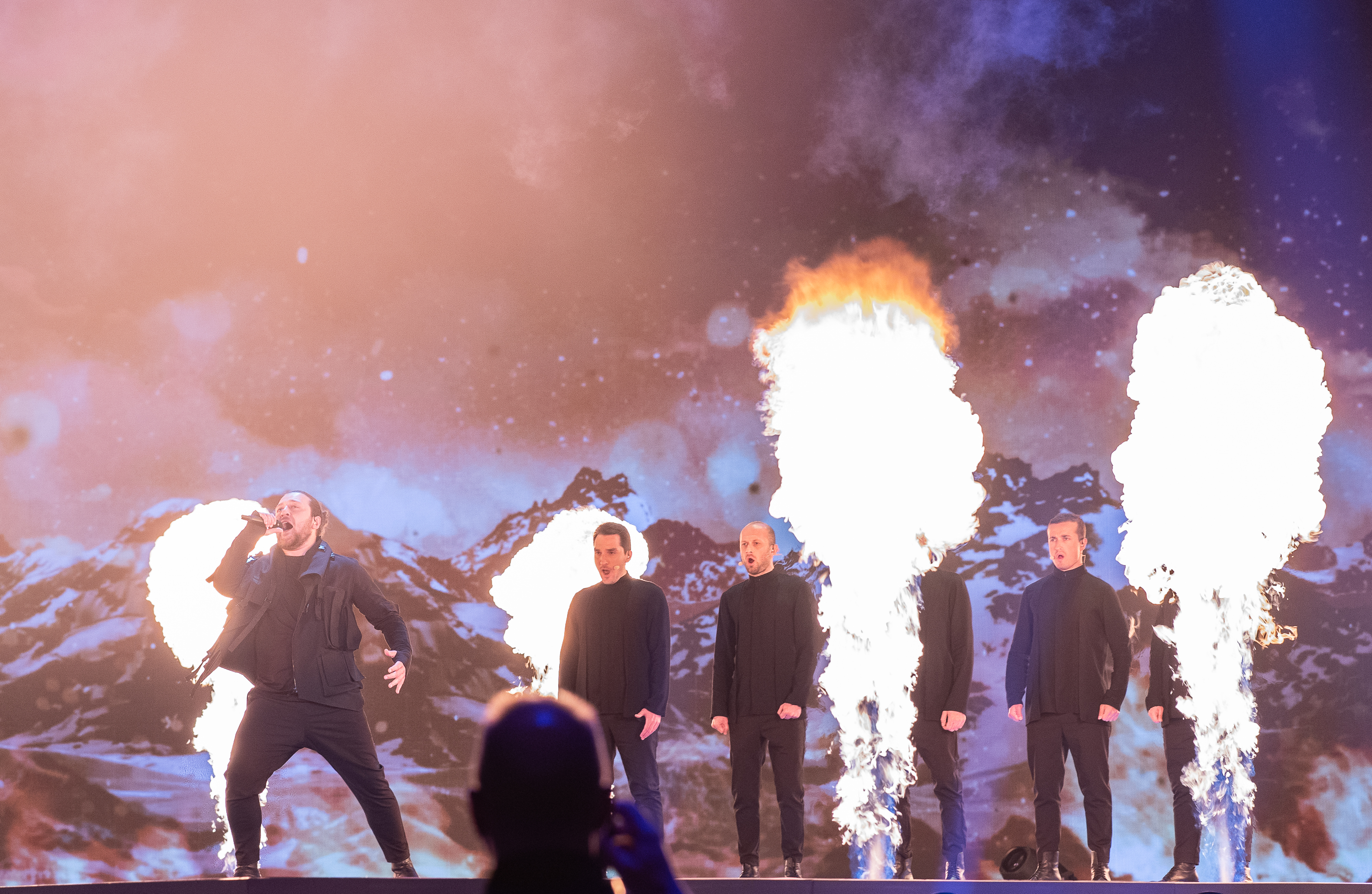
تورنیکه کیپیانی

تورنیکه کیپیانی (به انگلیسی: Tornike Kipiani) (زاده ۱۱ دسامبر ۱۹۸۷) خواننده گرجستانی است.
او نماینده گرجستان در یوروویژن ۲۰۲۱ است.